# برج وی
برج وی (انگلیسی: V Tower) ساختمان مسکونی ۳۰ طبقه مستقر در شهر پراگ، جمهوری چک است، که در سال ۲۰۱۸ احداث گردید.